# Мьянма на летних Олимпийских играх 2016
Мьянма на летних Олимпийских играх 2016 года будет представлена как минимум пятью спортсменами в четырёх видах спорта.

## Состав сборной
Дзюдо
1. Янь Наинг Соэ

 Лёгкая атлетика
1. Сань Наинг
2. Све Ли Минт

 Плавание
1. Майят Тинт
2. Эй Эй Тхет

 Стрельба
1. Е Тун Наун

 Стрельба из лука
1. Хтве Сань Ю

## Результаты соревнований

### Водные виды спорта

#### Плавание
В следующий раунд на каждой дистанции проходят спортсмены, показавшие лучший результат, независимо от места, занятого в своём заплыве.
Мужчины
| Дистанция              | Спортсмены | Предварительный раунд | Предварительный раунд | Предварительный раунд | Полуфинал | Полуфинал | Полуфинал | Финал     | Финал |
| Дистанция              | Спортсмены | Заплыв                | Результат             | Место                 | Заплыв    | Результат | Место     | Результат | Место |
| ---------------------- | ---------- | --------------------- | --------------------- | --------------------- | --------- | --------- | --------- | --------- | ----- |
| 100 метров баттерфляем | Майят Тинт |                       |                       |                       |           |           |           |           |       |

Женщины
| Дистанция                | Спортсмены | Предварительный раунд | Предварительный раунд | Предварительный раунд | Полуфинал | Полуфинал | Полуфинал | Финал     | Финал |
| Дистанция                | Спортсмены | Заплыв                | Результат             | Место                 | Заплыв    | Результат | Место     | Результат | Место |
| ------------------------ | ---------- | --------------------- | --------------------- | --------------------- | --------- | --------- | --------- | --------- | ----- |
| 50 метров вольным стилем | Эй Эй Тхет |                       |                       |                       |           |           |           |           |       |

### Дзюдо
Соревнования по дзюдо проводились по системе с выбыванием. В утешительные раунды попадали спортсмены, проигравшие полуфиналистам турнира. Два спортсмена, одержавших победу в утешительном раунде, в поединке за бронзу сражались с дзюдоистами, проигравшими в полуфинале.
Мужчины
| Категория | Спортсмены    | 1/32 финала        | 1/16 финала        | 1/8 финала         | Четвертьфинал      | Полуфинал          | Финал              | Место |
| Категория | Спортсмены    | Соперник Результат | Соперник Результат | Соперник Результат | Соперник Результат | Соперник Результат | Соперник Результат | Место |
| --------- | ------------- | ------------------ | ------------------ | ------------------ | ------------------ | ------------------ | ------------------ | ----- |
| до 100 кг | Янь Наинг Соэ |                    |                    |                    |                    |                    |                    |       |

### Лёгкая атлетика
Мужчины
Беговые дисциплины
| Дисциплина         | Спортсмен  | Предварительный раунд | Предварительный раунд | Предварительный раунд | Четвертьфиналы | Четвертьфиналы | Четвертьфиналы | Полуфиналы    | Полуфиналы    | Полуфиналы    | Финал | Финал |
| Дисциплина         | Спортсмен  | Забег                 | Время                 | Место                 | Забег          | Время          | Место          | Забег         | Время         | Место         | Время | Место |
| ------------------ | ---------- | --------------------- | --------------------- | --------------------- | -------------- | -------------- | -------------- | ------------- | ------------- | ------------- | ----- | ----- |
| бег на 5000 метров | Сань Наинг |                       |                       |                       | не проводится  | не проводится  | не проводится  | не проводится | не проводится | не проводится |       |       |

Женщины
 Беговые дисциплины
| Дисциплина        | Спортсмен   | Предварительный раунд | Предварительный раунд | Предварительный раунд | Четвертьфиналы | Четвертьфиналы | Четвертьфиналы | Полуфиналы | Полуфиналы | Полуфиналы | Финал | Финал |
| Дисциплина        | Спортсмен   | Забег                 | Время                 | Место                 | Забег          | Время          | Место          | Забег      | Время      | Место      | Время | Место |
| ----------------- | ----------- | --------------------- | --------------------- | --------------------- | -------------- | -------------- | -------------- | ---------- | ---------- | ---------- | ----- | ----- |
| бег на 800 метров | Све Ли Минт |                       |                       |                       | не проводится  | не проводится  | не проводится  |            |            |            |       |       |

### Стрельба
В январе 2013 года Международная федерация спортивной стрельбы приняла новые правила проведения соревнований на 2013—2016 года, которые, в частности, изменили порядок проведения финалов. Во многих дисциплинах спортсмены, прошедшие в финал, теперь начинают решающий раунд без очков, набранных в квалификации, а финал проходит по системе с выбыванием. Также в финалах после каждого раунда стрельбы из дальнейшей борьбы выбывает спортсмен с наименьшим количеством баллов. В скоростном пистолете решающие поединки проходят по системе попал-промах. В стендовой стрельбе добавился полуфинальный раунд, где определяются по два участника финального матча и поединка за третье место.
Первую олимпийскую лицензию на Олимпийские игры 2016 года для Мьянмы заработал стрелок Е Тун Наун, ставший серебряным призёром этапа Кубка мира в южнокорейском Чханвоне.
Мужчины
| Соревнование                       | Спортсмены | Квалификация | Квалификация | Полуфинал     | Полуфинал     | Финал                | Финал                |
| Соревнование                       | Спортсмены | Результат    | Место        | Результат     | Место         | Соперник/ Результат  | Место                |
| ---------------------------------- | ---------- | ------------ | ------------ | ------------- | ------------- | -------------------- | -------------------- |
| пневматический пистолет, 10 метров | Е Тун Наун | 572          | 33           | не проводится | не проводится | завершил выступление | завершил выступление |
| пистолет, 50 метров                | Е Тун Наун | 552          | 17           | не проводится | не проводится | завершил выступление | завершил выступление |

### Стрельба из лука
В квалификации соревнований лучники выполняют 12 серий выстрелов по 6 стрел с расстояния 70-ти метров. По итогам предварительного раунда составляется сетка плей-офф, где в 1/32 финала 1-й номер посева встречается с 64-м, 2-й с 63-м и.т.д. В поединках на выбывание спортсмены выполняют по три выстрела. Участник, набравший за эту серию больше очков получает 2 очка. Если же оба лучника набрали одинаковое количество баллов, то они получают по одному очку. Победителем пары становится лучник, первым набравший 6 очков.
Женщины
| Соревнование              | Спортсмены  | Квалификация | Квалификация | 1/32 финала             | 1/16 финала            | 1/8 финала         | Четвертьфинал      | Полуфинал          | Финал              | Место |
| Соревнование              | Спортсмены  | Результат    | Место        | Соперник Результат      | Соперник Результат     | Соперник Результат | Соперник Результат | Соперник Результат | Соперник Результат | Место |
| ------------------------- | ----------- | ------------ | ------------ | ----------------------- | ---------------------- | ------------------ | ------------------ | ------------------ | ------------------ | ----- |
| индивидуальное первенство | Хтве Сань Ю | 608          | 51           | FINТ. Куоппа (14) В 7:3 | USAМ. Браун (19) В 7:3 |                    |                    |                    |                    |       |